# Volta al País Basc 2014
La Volta al País Basc 2014 va ser la 54a edició de la Volta al País Basc. La cursa es disputà en sis etapes entre el 7 i el 12 d'abril de 2014, amb inici a Ordizia i final a Markina-Xemein. Fou la novena prova de l'UCI World Tour 2014.
La cursa va ser guanyada, per tercera vegada, pel ciclista madrileny Alberto Contador (Team Tinkoff-Saxo), que va guanyar l'etapa inicial després d'un atac en la darrera ascensió, i posteriorment va mantenir el liderat durant la resta de les etapes, tot i els continus atacs d'Alejandro Valverde (Movistar Team) per aconseguir la victòria. Finalment Contador guanyà la general amb 49 segons sobre el polonès Michał Kwiatkowski (Omega Pharma-Quick Step), guanyador alhora de la classificació per punts, mentre el francès de l'AG2R La Mondiale Jean-Christophe Péraud completava el podi 15 segons rere Kwiatkowski i 64 segons per sota Contador. Kwiatkowski i Péraud iniciaren la darrera etapa fora de les places de podi, però les seves bones qualitats com a contrarellotgistes els va permetre superar a nombrosos rivals. Els principals perjudicats foren Alejandro Valverde, que passà de la segona a la cinquena posició i Damiano Cunego (Lampre-Merida), tercer en començar la darrera etapa, i que va perdre la condició de top-10.
En les altres classificacions, l'italià Davide Villella (Cannondale) guanyà una classificació de la muntanya que va liderar de cap a fi de la cursa, mentre la classificació dels esprints va anar a parar a mans de l'espanyol Omar Fraile (Caja Rural-Seguros RGA). El BMC Racing Team va ser el millor equip, amb tres corredors entre els quinze primers.

## Equips participants
A la cursa hi prengueren part vint equips, els divuit amb llicència "UCI World Tour", i un equip continental professional convidat, el Caja Rural-Seguros RGA.
| Núm.  | Codi | Equip               |
| ----- | ---- | ------------------- |
| 1-8   | MOV  | Movistar Team       |
| 11-18 | ALM  | AG2R La Mondiale    |
| 21-28 | TCS  | Team Tinkoff-Saxo   |
| 31-38 | LAM  | Lampre-Merida       |
| 41-48 | OGE  | Orica-GreenEDGE     |
| 51-58 | BMC  | BMC Racing Team     |
| 61-68 | SKY  | Team Sky            |
| 71-78 | FDJ  | FDJ                 |
| 81-88 | TFR  | Trek Factory Racing |
| 91-98 | GRS  | Garmin-Sharp        |

| Núm.    | Codi | Equip                   |
| ------- | ---- | ----------------------- |
| 101-108 | AST  | Astana Qazaqstan Team   |
| 111-118 | BEL  | Belkin Pro Cycling Team |
| 121-128 | KAT  | Team Katusha            |
| 131-138 | EUC  | Team Europcar           |
| 141-148 | LTB  | Lotto-Belisol           |
| 151-158 | OPQ  | Omega Pharma-Quick Step |
| 161-168 | GIA  | Giant-Shimano           |
| 171-178 | CAN  | Cannondale              |
| 181-188 | CJR  | Caja Rural-Seguros RGA  |

## Favorits
Els clars favorits a la victòria final en aquesta edició eren dos:Alberto Contador (Team Tinkoff-Saxo), que venia de guanyar la Tirrena-Adriàtica i quedar segon en la Volta a Catalunya, i Alejandro Valverde (Movistar Team), vencedor de nombroses curses des de començament de temporada.
Altres ciclistes amb opcions a victòria eren: Michał Kwiatkowski (Omega Pharma-Quick Step), brillant a la Tirrena-Adriàtica. Cadel Evans (BMC Racing Team), segon al Tour Down Under. El duet de ciclistes de l'AG2R La Mondiale: Carlos Betancur, vencedor de la París-Niça, però que hagué d'abandonar en la Volta a Catalunya, i Jean-Christophe Péraud, vencedor del Critèrium Internacional.
Altres ciclistes que podrien haver tingut un paper destacat en aquesta edició eren: Rui Costa, Chris Horner i Damiano Cunego (Lampre-Merida), Tejay van Garderen i Philippe Gilbert (BMC Racing Team), Thibaut Pinot (FDJ), Mikel Nieve (Team Sky), Ryder Hesjedal (Garmin-Sharp), Bauke Mollema i Robert Gesink (Belkin Pro Cycling Team), Jurgen Van den Broeck (Lotto-Belisol) o Tony Martin (Omega Pharma-Quick Step).

## Etapes
| Etapa    | Data       | Recorregut                      | Km    | Vencedor d'etapa       | Líder de la general    |
| -------- | ---------- | ------------------------------- | ----- | ---------------------- | ---------------------- |
| 1a etapa | 7 d'abril  | Ordizia - Ordizia               | 153,4 | Alberto Contador (ESP) | Alberto Contador (ESP) |
| 2a etapa | 8 d'abril  | Ordizia - Dantxarinea           | 155,8 | Tony Martin (GER)      | Alberto Contador (ESP) |
| 3a etapa | 9 d'abril  | Urdazubi - Vitòria              | 194,7 | Michael Matthews (AUS) | Alberto Contador (ESP) |
| 4a etapa | 10 d'abril | Vitòria - Eibar/Arrate          | 151,0 | Wout Poels (NED)       | Alberto Contador (ESP) |
| 5a etapa | 11 d'abril | Eibar - Markina-Xemein          | 160,2 | Ben Swift (GBR)        | Alberto Contador (ESP) |
| 6a etapa | 12 d'abril | Markina-Xemein - Markina-Xemein | 25,9  | Tony Martin (GER)      | Alberto Contador (ESP) |

### Etapa 1
7 d'abril de 2014, Ordizia - Ordizia, 153,4 km
Etapa de mitja muntanya, amb vuit ports puntuables, dos de tercera categoria i sis de segona. El darrer port del dia, l'alt de Gaintza, amb rampes de fins al 23%, es trobava a tan sols 6,7 km per a l'arribada.
Tot i alguna escapada durant l'etapa, aquesta es va decidir durant la darrera ascensió del dia, l'alt de Gaintza. Alejandro Valverde (Movistar Team) va ser l'encarregat de llançar un dur atac que sols va ser respost per Alberto Contador (Team Tinkoff-Saxo). A manca de 300 metres per coronar el port Contador va contraatacar, per marxar en solitari cap a la línia d'arribada amb una diferència de 14 segons sobre Valverde i 34" sobre Michał Kwiatkowski (Omega Pharma-Quick Step).
|    | Ciclista                     | Equip                   | Temps      |
| -- | ---------------------------- | ----------------------- | ---------- |
| 1  | Alberto Contador (ESP)       | Team Tinkoff-Saxo       | 4h 05' 07" |
| 2  | Alejandro Valverde (ESP)     | Movistar Team           | + 14"      |
| 3  | Michał Kwiatkowski (POL)     | Omega Pharma-Quick Step | + 34"      |
| 4  | Iuri Trofímov (RUS)          | Team Katusha            | + 36"      |
| 5  | Damiano Cunego (ITA)         | Lampre-Merida           | + 36"      |
| 6  | Jean-Christophe Péraud (FRA) | AG2R La Mondiale        | + 36"      |
| 7  | Mikel Nieve (ESP)            | Team Sky                | + 36"      |
| 8  | Cadel Evans (AUS)            | BMC Racing Team         | + 36"      |
| 9  | Roman Kreuziger (CZE)        | Team Tinkoff-Saxo       | + 54"      |
| 10 | Mikel Landa (ESP)            | Astana Qazaqstan Team   | + 54"      |

|    | Ciclista                     | Equip                   | Temps      |
| -- | ---------------------------- | ----------------------- | ---------- |
| 1  | Alberto Contador (ESP)       | Team Tinkoff-Saxo       | 4h 05' 07" |
| 2  | Alejandro Valverde (ESP)     | Movistar Team           | + 14"      |
| 3  | Michał Kwiatkowski (POL)     | Omega Pharma-Quick Step | + 34"      |
| 4  | Iuri Trofímov (RUS)          | Team Katusha            | + 36"      |
| 5  | Damiano Cunego (ITA)         | Lampre-Merida           | + 36"      |
| 6  | Jean-Christophe Péraud (FRA) | AG2R La Mondiale        | + 36"      |
| 7  | Mikel Nieve (ESP)            | Team Sky                | + 36"      |
| 8  | Cadel Evans (AUS)            | BMC Racing Team         | + 36"      |
| 9  | Roman Kreuziger (CZE)        | Team Tinkoff-Saxo       | + 54"      |
| 10 | Mikel Landa (ESP)            | Astana Qazaqstan Team   | + 54"      |

### Etapa 2
8 d'abril de 2014, Ordizia - Urdazubi, 155,8 km
Nova etapa de mitja muntanya, amb quatre ports puntuables, un de tercera, dos de segona i un de primera, a 50 km per a l'arribada. Els quilòmetres finals, amb el pas per França és per un terreny molt trencacames, amb contínues pujades i baixades.
L'etapa va estar marcada per una llarga escapada, formada en els primers quilòmetres d'etapa, per set ciclistes: Tony Martin i Jan Bakelants (Omega Pharma-Quick Step), Gorka Izagirre (Movistar Team), Bob Jungels (Trek Factory Racing), Maxime Monfort (Lotto-Belisol), Hubert Dupont (AG2R La Mondiale) i Davide Malacarne (Team Europcar). Un atac de Martin en els darrers quilòmetres va desmuntar l'escapada i sols Bakelants i Izagirre van poder seguir-lo, però un nou atac de Martin el va deixar sol al capdavant per imposar-se en solitari a Urdazubi amb mig minut sobre el gran grup. Tot i alguns atacs de Valverde en algun dels ports no puntuables dels darrers quilòmetres no hi hagué diferències entre els favorits.
|    | Ciclista                 | Equip                   | Temps      |
| -- | ------------------------ | ----------------------- | ---------- |
| 1  | Tony Martin (GER)        | Omega Pharma-Quick Step | 3h 46' 17" |
| 2  | Ben Swift (GBR)          | Team Sky                | + 30"      |
| 3  | Michał Kwiatkowski (POL) | Omega Pharma-Quick Step | + 30"      |
| 4  | Damiano Cunego (ITA)     | Lampre-Merida           | + 30"      |
| 5  | Paul Martens (GER)       | Belkin Pro Cycling Team | + 30"      |
| 6  | Alejandro Valverde (ESP) | Movistar Team           | + 30"      |
| 7  | Maxim Iglinsky (KAZ)     | Astana Qazaqstan Team   | + 30"      |
| 8  | Yukiya Arashiro (JPN)    | Team Europcar           | + 30"      |
| 9  | Michael Matthews (AUS)   | Orica-GreenEDGE         | + 30"      |
| 10 | Rinaldo Nocentini (ITA)  | AG2R La Mondiale        | + 30"      |

|    | Ciclista                     | Equip                   | Temps      |
| -- | ---------------------------- | ----------------------- | ---------- |
| 1  | Alberto Contador (ESP)       | Team Tinkoff-Saxo       | 7h 51' 54" |
| 2  | Alejandro Valverde (ESP)     | Movistar Team           | + 14"      |
| 3  | Michał Kwiatkowski (POL)     | Omega Pharma-Quick Step | + 34"      |
| 4  | Damiano Cunego (ITA)         | Lampre-Merida           | + 36"      |
| 5  | Cadel Evans (AUS)            | BMC Racing Team         | + 36"      |
| 6  | Jean-Christophe Péraud (FRA) | AG2R La Mondiale        | + 36"      |
| 7  | Mikel Nieve (ESP)            | Team Sky                | + 36"      |
| 8  | Iuri Trofímov (RUS)          | Team Katusha            | + 36"      |
| 9  | Roman Kreuziger (CZE)        | Team Tinkoff-Saxo       | + 54"      |
| 10 | Mikel Landa (ESP)            | Astana Qazaqstan Team   | + 54"      |

### Etapa 3
9 d'abril de 2014, Urdazubi - Vitoria, 194,1 km
Etapa més senzilla de la present edició de la Volta al País Basc, amb dos ports de segona en el primer tram d'etapa i dos més de tercera en els darrers quilòmetres.
El murcià Rubén Fernández (Caja Rural-Seguros RGA) va protagonitzar una escapada en solitari durant 130 km, fins que a manca de 33 km per a l'arribada va ser neutralitzada pels equips dels esprintadors. Tot i algun intent d'acceleració durant la darrera de les ascensions del dia per part del Movistar Team la victòria es disputà a l'esprint, sent per Michael Matthews (Orica-GreenEDGE) el més ràpid.
|    | Ciclista                 | Equip                   | Temps      |
| -- | ------------------------ | ----------------------- | ---------- |
| 1  | Michael Matthews (AUS)   | Orica-GreenEDGE         | 5h 02' 10" |
| 2  | Kévin Reza (FRA)         | Team Europcar           | m. t.      |
| 3  | Michał Kwiatkowski (POL) | Omega Pharma-Quick Step | m. t.      |
| 4  | Ben Swift (GBR)          | Team Sky                | m. t.      |
| 5  | Paul Martens (GER)       | Belkin Pro Cycling Team | m. t.      |
| 6  | Yukiya Arashiro (JPN)    | Team Europcar           | m. t.      |
| 7  | Daniele Ratto (ITA)      | Cannondale              | m. t.      |
| 8  | Maxim Iglinsky (KAZ)     | Astana Qazaqstan Team   | m. t.      |
| 9  | Enrico Gasparotto (ITA)  | Astana Qazaqstan Team   | m. t.      |
| 10 | Tosh Van der Sande (BEL) | Omega Pharma-Quick Step | m. t.      |

|    | Ciclista                     | Equip                   | Temps       |
| -- | ---------------------------- | ----------------------- | ----------- |
| 1  | Alberto Contador (ESP)       | Team Tinkoff-Saxo       | 12h 54' 03" |
| 2  | Alejandro Valverde (ESP)     | Movistar Team           | + 14"       |
| 3  | Michał Kwiatkowski (POL)     | Omega Pharma-Quick Step | + 34"       |
| 4  | Damiano Cunego (ITA)         | Lampre-Merida           | + 36"       |
| 5  | Cadel Evans (AUS)            | BMC Racing Team         | + 36"       |
| 6  | Jean-Christophe Péraud (FRA) | AG2R La Mondiale        | + 36"       |
| 7  | Mikel Nieve (ESP)            | Team Sky                | + 36"       |
| 8  | Iuri Trofímov (RUS)          | Team Katusha            | + 36"       |
| 9  | Roman Kreuziger (CZE)        | Team Tinkoff-Saxo       | + 54"       |
| 10 | Mikel Landa (ESP)            | Astana Qazaqstan Team   | + 54"       |

### Etapa 4
10 d'abril de 2014, Vitoria - Arrate, 151 km
Etapa reina de la present edició, amb tres ports de segona categoria i dos de primera, el darrer d'ells a tan sols dos quilòmetres per l'arribada.
El Team Tinkoff-Saxo va controlar l'etapa durant tota l'etapa, no permetent que l'escapada inicial arribés a les primeres rampes del darrer alt de la jornada, l'alt d'Usartza, de primera categoria. Roman Kreuziger fou l'encarregat de conduir bona part de l'ascensió, fins que Alberto Contador passà a l'atac. Sols Alejandro Valverde (Movistar Team) el va seguir, però la manca d'entesa entre ambdós va fer que fossin agafats per un petit grup. Wout Poels (Omega Pharma-Quick Step) va contraatacar en els darrers metres d'ascensió, per arribar en solitari a meta amb 12 segons sobre Valverde i Samuel Sánchez (BMC Racing Team), 14 sobre Contador i 21 sobre Michał Kwiatkowski.
|    | Ciclista                 | Equip                   | Temps      |
| -- | ------------------------ | ----------------------- | ---------- |
| 1  | Wout Poels (NED)         | Omega Pharma-Quick Step | 3h 39' 29" |
| 2  | Alejandro Valverde (ESP) | Movistar Team           | + 1"       |
| 3  | Samuel Sánchez (ESP)     | BMC Racing Team         | + 1"       |
| 4  | Tom-Jelte Slagter (NED)  | Garmin-Sharp            | + 3"       |
| 5  | Bauke Mollema (NED)      | Belkin Pro Cycling Team | + 3"       |
| 6  | Iuri Trofímov (RUS)      | Team Katusha            | + 3"       |
| 7  | Cadel Evans (AUS)        | BMC Racing Team         | + 3"       |
| 8  | Mikel Landa (ESP)        | Astana Qazaqstan Team   | + 3"       |
| 9  | Damiano Cunego (ITA)     | Lampre-Merida           | + 3"       |
| 10 | Alberto Contador (ESP)   | Team Tinkoff-Saxo       | + 3"       |

|    | Ciclista                     | Equip                   | Temps       |
| -- | ---------------------------- | ----------------------- | ----------- |
| 1  | Alberto Contador (ESP)       | Team Tinkoff-Saxo       | 16h 33' 35" |
| 2  | Alejandro Valverde (ESP)     | Movistar Team           | + 12"       |
| 3  | Damiano Cunego (ITA)         | Lampre-Merida           | + 36"       |
| 4  | Cadel Evans (AUS)            | BMC Racing Team         | + 36"       |
| 5  | Jean-Christophe Péraud (FRA) | AG2R La Mondiale        | + 36"       |
| 6  | Iuri Trofímov (RUS)          | Team Katusha            | + 36"       |
| 7  | Michał Kwiatkowski (POL)     | Omega Pharma-Quick Step | + 41"       |
| 8  | Mikel Landa (ESP)            | Astana Qazaqstan Team   | + 54"       |
| 9  | Wout Poels (NED)             | Omega Pharma-Quick Step | + 55"       |
| 10 | Samuel Sánchez (ESP)         | BMC Racing Team         | + 56"       |

### Etapa 5
11 d'abril de 2014, Eibar - Xemein, 160,2 km
Nova etapa de mitja muntanya, amb dos ports de tercera categoria, un de primera, a manca de 26 km per a l'arribada, i dos de segona categoria, el darrer d'ells situat a tan sols 8 quilòmetres i mig per l'arribada.
Etapa guanyada a l'esprint per Ben Swift després que els diferents atacs d'Alejandro Valverde (Movistar Team) en la darrera ascensió del dia no aconseguissin despenjar al líder Alberto Contador (Team Tinkoff-Saxo).
|    | Ciclista                     | Equip                   | Temps      |
| -- | ---------------------------- | ----------------------- | ---------- |
| 1  | Ben Swift (GBR)              | Team Sky                | 3h 56' 56" |
| 2  | Alejandro Valverde (ESP)     | Movistar Team           | m. t.      |
| 3  | Michał Kwiatkowski (POL)     | Omega Pharma-Quick Step | m. t.      |
| 4  | Tom-Jelte Slagter (NED)      | Garmin-Sharp            | m. t.      |
| 5  | Damiano Cunego (ITA)         | Lampre-Merida           | m. t.      |
| 6  | Cyril Gautier (FRA)          | Team Europcar           | m. t.      |
| 7  | Jonathan Hivert (FRA)        | Belkin Pro Cycling Team | m. t.      |
| 8  | Jean-Christophe Péraud (FRA) | AG2R La Mondiale        | m. t.      |
| 9  | Alberto Contador (ESP)       | Team Tinkoff-Saxo       | m. t.      |
| 10 | Cadel Evans (AUS)            | BMC Racing Team         | m. t.      |

|    | Ciclista                     | Equip                   | Temps       |
| -- | ---------------------------- | ----------------------- | ----------- |
| 1  | Alberto Contador (ESP)       | Team Tinkoff-Saxo       | 20h 30' 31" |
| 2  | Alejandro Valverde (ESP)     | Movistar Team           | + 12"       |
| 3  | Damiano Cunego (ITA)         | Lampre-Merida           | + 36"       |
| 4  | Cadel Evans (AUS)            | BMC Racing Team         | + 36"       |
| 5  | Jean-Christophe Péraud (FRA) | AG2R La Mondiale        | + 36"       |
| 6  | Iuri Trofímov (RUS)          | Team Katusha            | + 36"       |
| 7  | Michał Kwiatkowski (POL)     | Omega Pharma-Quick Step | + 41"       |
| 8  | Mikel Landa (ESP)            | Astana Qazaqstan Team   | + 54"       |
| 9  | Wout Poels (NED)             | Omega Pharma-Quick Step | + 55"       |
| 10 | Samuel Sánchez (ESP)         | BMC Racing Team         | + 56"       |

### Etapa 6
12 d'abril de 2014, Xemein - Xemein, 25,9 km (CRI)
Contrarellotge individual amb inici i final a Xemein i el pas per dues cotes no puntuables en el seu recorregut, en el quilòmetre 8,1 i 20,5.
Alberto Contador no sols va aconseguir mantenir les diferències respecte als seus immediats perseguidors, sinó que les va augmentar, en fer una molt bona contrarellotge i sent sols superat per Tony Martin (Omega Pharma-Quick Step), gran especialista d'aquesta modalitat i vencedor de la seva segona etapa en aquesta edició de la Volta al País Basc. En la classificació final Contador superà finalment a Michał Kwiatkowski (Omega Pharma-Quick Step) per 49" i a Jean-Christophe Péraud (AG2R La Mondiale) en un minut i quatre segons. Alejandro Valverde s'hagué d'acontentar amb la cinquena posició final.
|    | Ciclista                     | Equip                   | Temps    |
| -- | ---------------------------- | ----------------------- | -------- |
| 1  | Tony Martin (GER)            | Omega Pharma-Quick Step | 38' 33"  |
| 2  | Alberto Contador (ESP)       | Team Tinkoff-Saxo       | + 7"     |
| 3  | Michał Kwiatkowski (POL)     | Omega Pharma-Quick Step | + 15"    |
| 4  | Simon Špilak (SLO)           | Team Katusha            | + 16"    |
| 5  | Jean-Christophe Péraud (FRA) | AG2R La Mondiale        | + 35"    |
| 6  | Tom Dumoulin (NED)           | Giant-Shimano           | + 38"    |
| 7  | Ion Izagirre (ESP)           | Movistar Team           | + 41"    |
| 8  | Alejandro Valverde (ESP)     | Movistar Team           | + 1' 02" |
| 9  | Tejay van Garderen (USA)     | BMC Racing Team         | + 1' 05" |
| 10 | Thibaut Pinot (FRA)          | FDJ                     | + 1' 25" |

|    | Ciclista                     | Equip                   | Temps       |
| -- | ---------------------------- | ----------------------- | ----------- |
| 1  | Alberto Contador (ESP)       | Team Tinkoff-Saxo       | 21h 09' 11" |
| 2  | Michał Kwiatkowski (POL)     | Omega Pharma-Quick Step | + 49"       |
| 3  | Jean-Christophe Péraud (FRA) | AG2R La Mondiale        | + 1' 04"    |
| 4  | Simon Špilak (SLO)           | Team Katusha            | + 1' 07"    |
| 5  | Alejandro Valverde (ESP)     | Movistar Team           | + 1' 07"    |
| 6  | Tejay van Garderen (USA)     | BMC Racing Team         | + 1' 56"    |
| 7  | Cadel Evans (AUS)            | BMC Racing Team         | + 1' 56"    |
| 8  | Iuri Trofímov (RUS)          | Team Katusha            | + 2' 13"    |
| 9  | Thibaut Pinot (FRA)          | FDJ                     | + 2' 14"    |
| 10 | Wout Poels (NED)             | Omega Pharma-Quick Step | + 2' 26"    |

## Classificacions finals

### Classificació general
|    | Ciclista                     | Equip                   | Temps       |
| -- | ---------------------------- | ----------------------- | ----------- |
| 1  | Alberto Contador (ESP)       | Team Tinkoff-Saxo       | 21h 09' 11" |
| 2  | Michał Kwiatkowski (POL)     | Omega Pharma-Quick Step | + 49"       |
| 3  | Jean-Christophe Péraud (FRA) | AG2R La Mondiale        | + 1' 04"    |
| 4  | Simon Špilak (SLO)           | Team Katusha            | + 1' 07"    |
| 5  | Alejandro Valverde (ESP)     | Movistar Team           | + 1' 07"    |
| 6  | Tejay van Garderen (USA)     | BMC Racing Team         | + 1' 56"    |
| 7  | Cadel Evans (AUS)            | BMC Racing Team         | + 1' 56"    |
| 8  | Iuri Trofímov (RUS)          | Team Katusha            | + 2' 13"    |
| 9  | Thibaut Pinot (FRA)          | FDJ                     | + 2' 14"    |
| 10 | Wout Poels (NED)             | Omega Pharma-Quick Step | + 2' 26"    |

### Classificacions secundàries
|   | Ciclista                 | Equip                   | Punts |
| - | ------------------------ | ----------------------- | ----- |
| 1 | Michał Kwiatkowski (POL) | Omega Pharma-Quick Step | 81    |
| 2 | Alejandro Valverde (ESP) | Movistar Team           | 78    |
| 3 | Ben Swift (GBR)          | Team Sky                | 59    |

|   | Ciclista              | Equip                   | Punts |
| - | --------------------- | ----------------------- | ----- |
| 1 | Davide Villella (ITA) | Cannondale              | 43    |
| 2 | Jan Bakelants (BEL)   | Omega Pharma-Quick Step | 28    |
| 3 | Romain Sicard (FRA)   | Team Europcar           | 24    |

|   | Ciclista               | Equip                  | Punts |
| - | ---------------------- | ---------------------- | ----- |
| 1 | Omar Fraile (ESP)      | Caja Rural-Seguros RGA | 18    |
| 2 | Matteo Montaguti (ITA) | AG2R La Mondiale       | 8     |
| 3 | Rubén Fernández (ESP)  | Caja Rural-Seguros RGA | 6     |

|   | Equip                   | País         | Temps       |
| - | ----------------------- | ------------ | ----------- |
| 1 | BMC Racing Team         | Estats Units | 63h 34' 28" |
| 2 | Movistar Team           | Espanya      | 12' 14"     |
| 3 | Omega Pharma-Quick Step | Bèlgica      | 13' 00"     |

### UCI World Tour
La Volta al País Basc atorga punts per l'UCI World Tour 2014 sols als ciclistes dels equips de categoria ProTeam.
| Posició               | 1r  | 2n | 3r | 4t | 5è | 6è | 7è | 8è | 9è | 10è |
| Classificació general | 100 | 80 | 70 | 60 | 50 | 40 | 30 | 20 | 10 | 4   |
| Per etapa             | 6   | 4  | 2  | 1  | 1  |    |    |    |    |     |

| #  | Ciclista                     | Equip                   | Punts |
| -- | ---------------------------- | ----------------------- | ----- |
| 1  | Alberto Contador (ESP)       | Team Tinkoff-Saxo       | 110   |
| 2  | Michał Kwiatkowski (POL)     | Omega Pharma-Quick Step | 90    |
| 3  | Jean-Christophe Péraud (FRA) | AG2R La Mondiale        | 71    |
| 4  | Alejandro Valverde (ESP)     | Movistar Team           | 62    |
| 5  | Simon Špilak (SLO)           | Team Katusha            | 61    |
| 6  | Tejay van Garderen (USA)     | BMC Racing Team         | 40    |
| 7  | Cadel Evans (AUS)            | BMC Racing Team         | 30    |
| 8  | Yury Trofimov (RUS)          | Team Katusha            | 21    |
| 9  | Tony Martin (GER)            | Omega Pharma-Quick Step | 12    |
| 10 | Ben Swift (GBR)              | Team Sky                | 11    |

## Evolució de les classificacions
| Etapa | Vencedor         | Classificació general | Classificació per punts | Classificació de la muntanya | Classificació de les metes volants | Classificació per equips |
| ----- | ---------------- | --------------------- | ----------------------- | ---------------------------- | ---------------------------------- | ------------------------ |
| 1     | Alberto Contador | Alberto Contador      | Alberto Contador        | Davide Villella              | Matteo Montaguti                   | BMC Racing Team          |
| 2     | Tony Martin      | Alberto Contador      | Michał Kwiatkowski      | Davide Villella              | Matteo Montaguti                   | BMC Racing Team          |
| 3     | Michael Matthews | Alberto Contador      | Michał Kwiatkowski      | Davide Villella              | Matteo Montaguti                   | BMC Racing Team          |
| 4     | Wout Poels       | Alberto Contador      | Alejandro Valverde      | Davide Villella              | Omar Fraile                        | BMC Racing Team          |
| 5     | Ben Swift        | Alberto Contador      | Alejandro Valverde      | Davide Villella              | Omar Fraile                        | BMC Racing Team          |
| 6     | Tony Martin      | Alberto Contador      | Michał Kwiatkowski      | Davide Villella              | Omar Fraile                        | BMC Racing Team          |
| Final | Final            | Alberto Contador      | Michał Kwiatkowski      | Davide Villella              | Omar Fraile                        | BMC Racing Team          |